# Jim Beam

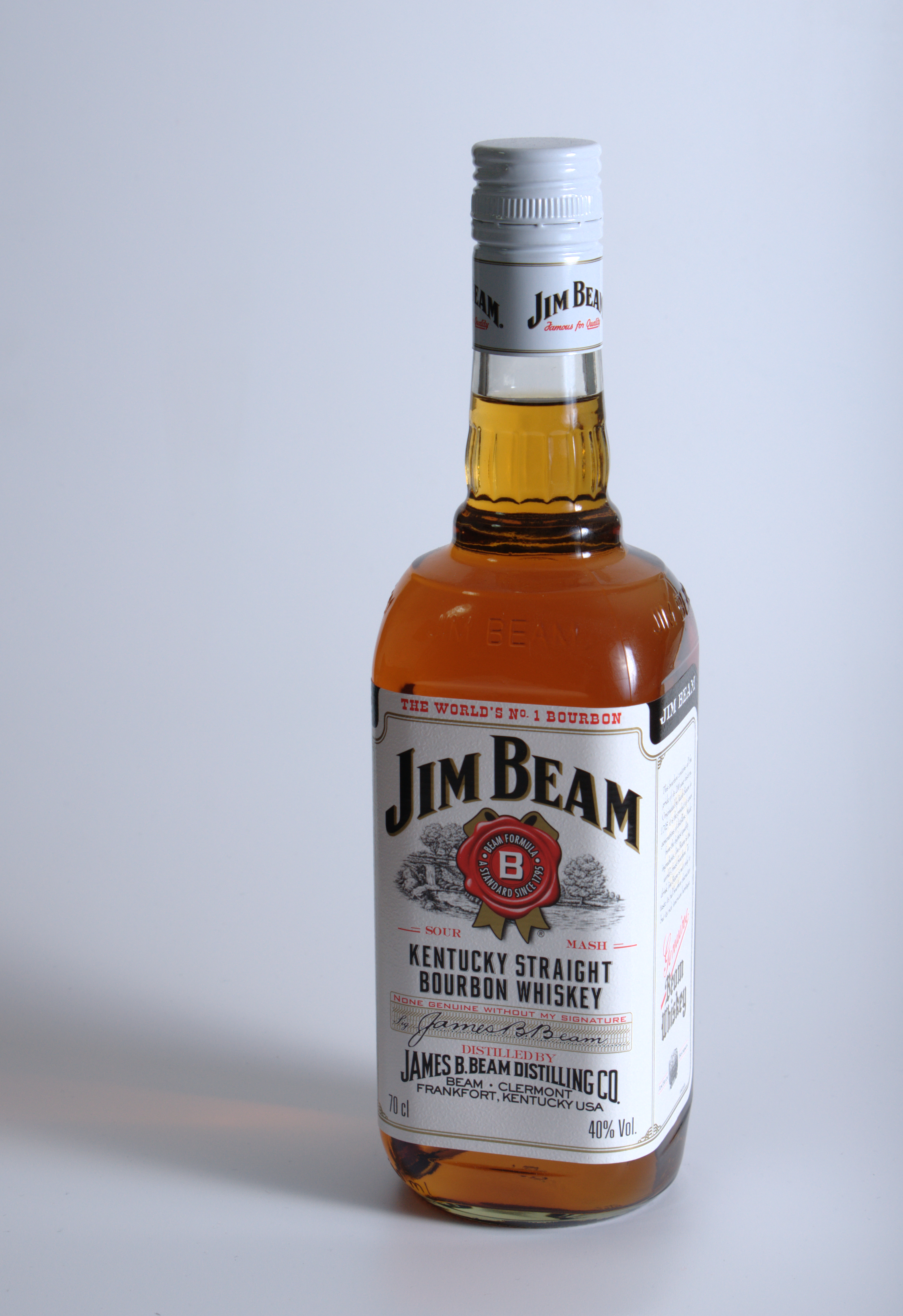
En butelj Jim Beam.

Jim Beam är världens mest sålda bourbon. Jim Beam Co, med säte i Deerfield, Illinois grundades av Jacob Beam 1795 och är därmed ett av USA:s äldsta företag. Det är nu sjunde generationen Beam som garanterar att traditionerna förs vidare, med ett recept som varit praktiskt taget oförändrat i över 200 år. Flaggskeppet i portföljen är Jim Beam Kentucky Straight Bourbon Whiskey.